# Liste der Studentenverbindungen in Dresden
Diese Liste der Studentenverbindungen in Dresden verzeichnet die aktiven, suspendierten und erloschenen Korporationen in Dresden, welche unterschiedlichen Korporationsverbänden angehören und an der Technischen Universität Dresden ansässig sind.

## Aktive Verbindungen
Die Sortierung erfolgt nach dem Gründungsdatum.
|  |
|  |
|  |
|  |
|  |

|  |
|  |
|  |
|  |
|  |

|  |
|  |
|  |
|  |
|  |

|  |
|  |
|  |
|  |
|  |

|  |
|  |
|  |
|  |
|  |

|  |
|  |
|  |
|  |
|  |

|  |
|  |
|  |
|  |
|  |

|  |
|  |
|  |
|  |
|  |

|  |
|  |
|  |
|  |
|  |

|  |
|  |
|  |
|  |
|  |

|  |
|  |
|  |
|  |
|  |

|  |
|  |
|  |
|  |
|  |
|  |

|  |
|  |
|  |
|  |
|  |

|  |
|  |
|  |
|  |
|  |

|  |
|  |
|  |
|  |
|  |

|  |
|  |
|  |
|  |
|  |

f.f. = farbenführend, wenn nicht angegeben = farbentragend; v.u. = von unten gelesen

## Suspendierte und erloschene Verbindungen
Die Sortierung erfolgt nach dem Gründungsdatum.
| Name                    | Gründung | Farben                                          | Wappen | Zirkel | Verband | Fechtfrage     | Mitglieder | Anmerkungen                                                                               |
| ----------------------- | -------- | ----------------------------------------------- | ------ | ------ | ------- | -------------- | ---------- | ----------------------------------------------------------------------------------------- |
| Dresdner Wingolf        | 1924     | \| \| \| \| \| \| \| \| \| \| schwarz-weiß-gold |        |        | WB      | nichtschlagend | Männer     | vertagt – die Tradition wird von der Wingolfsverbindung Chattia zu Würzburg weitergeführt |
| Eques Aureus Dresdensis |          |                                                 |        |        |         |                |            |                                                                                           |
| Cimbria Dresdensis      |          |                                                 |        |        |         |                |            |                                                                                           |
| Burschenschaft Albinia  |          |                                                 |        |        |         |                |            |                                                                                           |
| FAV! Neogermania        |          |                                                 |        |        |         |                |            |                                                                                           |
|                         |          |                                                 |        |        |         |                |            |                                                                                           |
|                         |          |                                                 |        |        |         |                |            |                                                                                           |
|                         |          |                                                 |        |        |         |                |            |                                                                                           |
|                         |          |                                                 |        |        |         |                |            |                                                                                           |
|                         |          |                                                 |        |        |         |                |            |                                                                                           |

f.f. = farbenführend, wenn nicht angegeben = farbentragend; v.u. = von unten gelesen